# Sergio Cohn
Sergio Cohn (São Paulo, 16 de abril de 1974) é um poeta e editor brasileiro. Criou em 1994 a revista de poesia Azougue e em 2001 a Azougue Editorial. Além de editor da Azougue, editou outras revistas culturais como a Nau, e o Atual – O último jornal da Terra e publicou diversos livros.

## Biografia
Filho dos cientistas sociais Gabriel e Amélia Cohn, Sergio Cohn nasceu em São Paulo, em 1974. Mora desde 2001 no Rio de Janeiro.

## Atuação
- Como poeta, é autor de "Lábio dos Afogados" (Nankin, 1999),[5] "Horizonte de eventos" (Azougue, 2002), "O sonhador insone" (Azougue, 2006), "O sonhador insone - poesia 1994-2012" (Azougue, 2012), "Esse tempo" (7Letras, 2015), "Um contraprograma" (Patuá, 2016) "Incorporar o Invento" (Azougue, 2019) e "El Soñador Insomne" (Andantes-Espanha, 2023)..
- É autor dos livros "Nuvem Cigana - poesia e delírio no Rio dos anos 1970" (Azougue, 2008), "Cultura Digital.br" (com Rodrigo Savazoni, Azougue, 2009),[6] "Revistas de invenção - 100 revistas de cultura do modernismo ao século XXI" (Azougue, 2011), "Poesia.br" (10 volumes, Azougue, 2013),[7] "Roberto Piva" (Coleção Ciranda da Poesia, EdUerj, 2013), "A reflexão atuante - entrevistas e ensaios interventivos" (Circuito, 2014), "Poesia Neoconcreta" (com Renato Rezende e Luiz Guilherme Ribeiro Barbosa, Azougue, 2022) e "Cantos Ameríndios" (Azougue, 2022).
- Organizou livros de Jorge Mautner, Hélio Oiticica, Flávio de Carvalho, Ailton Krenak, Vinicius de Moraes, Darcy Ribeiro, Gary Snyder e Michael McClure, Tom Zé, entre outros.[8]
- Entre 2009 e 2013, editou, com Fred Coelho e Heyk Pimenta, o tabloide Atual - o último jornal da Terra.
- Em 2013-2014, editou, com Didi Rezende e Afonso Luz, a revista Nau.
- Em 2015, organizou o LP de poesia Garganta, com colaboração de 20 poetas contemporâneos, entre eles Ana Martins Marques, Alice Sant'Anna, Angélica Freitas, Fabrício Corsaletti e Gregório Duvivier.
- Em 2016, organizou, em parceria com Marcelo Reis de Mello e Germano Weiss, a coleção Postal, com antologias artesanais de grandes poetas brasileiros, como Roberto Piva, Torquato Neto, Carlito Azevedo, Leonardo Fróes, Josely Vianna Baptista, Claudia Roquette-Pinto e Claudio Willer.
- Em 2017-2019, organizou, em parceria com Idjahure Kadiwel, a coleção Tembetá, de pensamento indígena, com livros de Ailton Krenak, Álvaro Tukano, Eliane Potiguara, Daniel Munduruku, Sônia Guajajara, Jaider Esbell, Biraci Yawanawá, Kaká Werá e MacSuara Kadiwel.
- Entre 2018 e 2022, criou, com Ana Paula Simonaci, a plataforma Revistas de Cultura (www.revistasdecultura.com), de coleções de livros e revistas por assinatura.
- Entre 2018 e 2021, organizou, com Marcos Lacerda, a coleção Cadernos Ultramares, de ensaios brasileiros, com textos de Roberto Schwarz, Silviano Santiago, José Miguel Wisnik, Maria Rita Kehl, Suely Rolnik, Hélio Oiticica, Nuno Ramos, Sergio Buarque de Holanda, entre outros. Em 2023, o projeto foi retomado, com o nome Cadernos de Cultura e Pensamento, e trazendo também ensaístas latino-americanos e africanos.
- Entre 2019 e 2021, editou, com Ana Paula Simonaci e André Dahmer, a revista de quadrinhos Expressa, com números especiais sobre Laerte, Fabiane Langona, Reinaldo Figueiredo, Luiz Gê, Jaguar, Luis Fernando Verissimo, Rafa Campos Rocha, Marcelo D"Salete e Paula Puiupo, entre outros. Em 2023, retomou a Expressa, agora em parceria da Azougue com a Ugra Press e tendo como editores Sergio Cohn e Douglas Utescher, publicando um volume em homenagem a Angeli.
- Entre 2020 e 2022, editou, com Ana Paula Simonaci, Leonardo Lichote, Paulo Almeida e Janaina Marquesini, os Cadernos de Música, com livros de Vinicius de Moraes, Letícia Novaes, Tom Zé, Luiz Capucho, Elza Soares e Kiko Dinucci, entre outros. Em 2023, retoma o projeto, agora com o nome de Trajetórias Musicais, sendo o único editor e lançando volumes de João Donato, Jards Macalé, Mutantes e Clube da Esquina, entre outros.
- Em 2023, é um dos organizadores, ao lado do Instituto Marielle Franco e do Gabinete de Mônica Benício, do livro "Marielle Franco - Fotobiografia" (Azougue, 2023).